# آرامگاه پیرخور
مقبره پیرخور مربوط به دوران‌های تاریخی پس از اسلام است و در ۵۰۰ متری خور مقابل شهرداری واقع شده و این اثر در تاریخ ۱۹ مرداد ۱۳۸۴ با شمارهٔ ثبت ۱۲۷۵۶ به‌عنوان یکی از آثار ملی ایران به ثبت رسیده است.